# Dominikanki ze Zgromadzenia Najświętszego Imienia
Dominikanki ze Zgromadzenia Najświętszego Imienia (Hermanas Dominicas del Santísimo Nombre de Jesús) – zgromadzenie zakonne sióstr dominikanek, na prawie papieskim. Założyli je w 1886 w San Miguel de Tucumán Angel Marie Boisdron OP i (1845-1924) i Elmina Paz Gallo (1833-1911). W 1888 zgromadzenie zostało afiliowane do zakonu dominikanów. Celem zgromadzenia jest wychowanie młodzieży, pomoc w katechizacji i praca w sierocińcach. W 1995 miało 10 domów zakonnych i 71 sióstr, dom generalny znajduje się w Tucumán. 